# Mary Ostergren
Mary Ann Ostergren, po mężu Hollensteiner (ur. 25 listopada 1960 w Saint Paul) – amerykańska biathlonistka. W Pucharze Świata zadebiutowała 25 lutego 1987 roku w Lahti, zajmując 24. miejsce w biegu indywidualnym. Tym samym już w swoim debiucie zdobyła pierwsze pucharowe punkty. Nigdy nie stanęła na podium zawodów indywidualnych, jednak 29 stycznia 1988 roku w Ruhpolding wspólnie z Joan Smith i Julie Newman zajęła trzecie miejsce w sztafecie. Najlepsze wyniki osiągnęła w sezonie 1987/1988, kiedy zajęła 28. miejsce w klasyfikacji generalnej. W 1987 roku wystąpiła na mistrzostwach świata w Lahti, gdzie zajęła 24. miejsce w biegu indywidualnym i 33. miejsce sprincie. Jeszcze dwukrotnie startowała na imprezach tego cyklu, najlepsze wyniki osiągając podczas mistrzostw świata w Lahti w 1991 roku - zajęła tam między innymi 19. miejsce sprincie i siódme w sztafecie. W 1992 roku wystartowała na igrzyskach olimpijskich w Albertville, gdzie uplasowała się na 25. pozycji w biegu indywidualnym i 15. pozycji w sztafecie. Brała też udział w igrzyskach w Lillehammer dwa lata później, zajmując 64. miejsce w sprincie.

## Osiągnięcia

### Igrzyska olimpijskie
| Rok  | Miejscowość | Konkurencje | Konkurencje | Konkurencje | Konkurencje | Konkurencje | Konkurencje | Konkurencje |
| Rok  | Miejscowość | IN          | SP          | PU          | MS          | RL          | MR          | SR          |
| ---- | ----------- | ----------- | ----------- | ----------- | ----------- | ----------- | ----------- | ----------- |
| 1992 | Albertville | –           | 25.         | nd.         | nd.         | 15.         | nd.         | –           |
| 1994 | Lillehammer | –           | 64.         | nd.         | nd.         | –           | nd.         | –           |

### Mistrzostwa świata
| Rok  | Miejscowość | Konkurencje | Konkurencje | Konkurencje | Konkurencje | Konkurencje | Konkurencje | Konkurencje |
| Rok  | Miejscowość | IN          | SP          | PU          | MS          | RL          | MR          | SR          |
| ---- | ----------- | ----------- | ----------- | ----------- | ----------- | ----------- | ----------- | ----------- |
| 1987 | Lahti       | 24.         | 33.         | nd.         | nd.         | –           | nd.         | –           |
| 1991 | Lahti       | 22.         | 19.         | nd.         | nd.         | 7.          | nd.         | –           |
| 1993 | Borowec     | 68.         | 51.         | nd.         | nd.         | 11.         | nd.         | –           |

### Puchar Świata

#### Miejsca w klasyfikacji generalnej
| Sezon     | Miejsce |
| --------- | ------- |
| 1986/1987 | ?       |
| 1987/1988 | 28.     |
| 1990/1991 | 47.     |
| 1991/1992 | 63.     |
| 1992/1993 | 64.     |
| 1993/1994 | -       |